# مادلن گوراس
مادلن گوراس (انگلیسی: Madelene Göras؛ زادهٔ ۲۰ ژانویهٔ ۱۹۸۳) بازیکن فوتبال اهل سوئد است.
از باشگاه‌هایی که در آن بازی کرده‌است می‌توان به اومئا آی‌کی و دیوری گردن اشاره کرد.